# Gordon Gano
Gordon James Gano (* 7. června 1963) je americký zpěvák, skladatel, kytarista a houslista. Je frontmanem skupiny Violent Femmes a v roce 2002 vydal jedno sólové album s názvem Hitting the Ground, na kterém hraje mnoho hostů, mezi které patří i Lou Reed, PJ Harvey, John Cale, Martha Wainwright a další.